# National Science Foundation Network
Il National Science Foundation Network (NSFNET) è stato un programma di progetti coordinati ed organizzati dalla National Science Foundation (NSF) dal 1985 al 1995 per promuovere le reti informatiche di istruzione e ricerca avanzata negli Stati Uniti d'America. Il programma ha consentito la creazione di diverse dorsali di rete a supporto di tali iniziative. Originariamente creata per collegare i ricercatori ai centri dei supercomputer della NSF, si è in seguito evoluta come caposaldo delle dorsali di Internet tramite ulteriori investimenti pubblici e privati.
La NSF consentiva l'accesso a tali reti unicamente alle agenzie governative e alle università fino al 1989, quando vi fu l'avvento del primo Internet Service Provider (ISP) commerciale. Entro il 1991 la NSF rimosse le restrizioni di accesso, facendo crescere rapidamente il business degli ISP.

## Storia

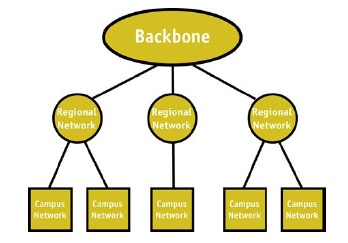
Schema dell'architettura primordiale della rete NSFNET

A seguito del lancio nel 1981 del Computer Science Network (CSNET), una rete di calcolatori che metteva in collegamento diversi dipartimenti di informatica di numerose università statunitensi, la National Science Foundation ambiva alla creazione di una rete di ricerca accademica che facilitasse l'accesso da parte dei ricercatori ai centri dei supercomputer di sua fondazione negli Stati Uniti.
Nel 1985 la NSF avviò la creazione di 5 nuovi centri di supercomputer:
- il John von Neumann Center nell'Università di Princeton;
- il San Diego Supercomputer Center (SDSC) nel campus dell'Università della California, San Diego (UCSD);
- il National Center for Supercomputing Applications (NCSA) nell'Università dell'Illinois a Urbana–Champaign;
- il Cornell Theory Center nella Cornell University;
- il Pittsburgh Supercomputing Center (PSC) con la collaborazione congiunta tra Carnegie Mellon University, Università di Pittsburgh e Westinghouse Electric Company.

Contestualmente a ciò, sotto la guida di Dennis Jennings, la NSF fondò nello stesso anno la National Science Foundation Network (NSFNET). NSFNET era progettata per essere una rete di ricerca general purpose che collegasse tali centri, assieme al National Center for Atmospheric Research (NCAR), tra di loro e verso le reti regionali di istruzione e ricerca, che a loro volta avrebbero connesso le reti dei campus universitari. Usando quest'architettura di rete three-tier (a tre strati), NSFNET forniva accesso tra i centri dei supercomputer ed altri siti lungo la dorsale di rete senza alcun costo per i centri o per le reti regionali usando i protocolli aperti TCP/IP, inizialmente lanciati con successo su ARPANET.